# 1860 (pel·lícula)
1860 I Mille di Garibaldi és una pel·lícula de 1934, dirigida per Alessandro Blasetti, qui també va escriure el guió amb Emilio Cecchi i Guido Mazzucchi, autor de la història original.
Ha estat considerada una de les obres més importants de Blasetti, jutjada gairebé per unanimitat com la seva obra mestra. Segons un model historiogràfic de motlle finalista, es considera entre els precursors i precursors del neorealisme.

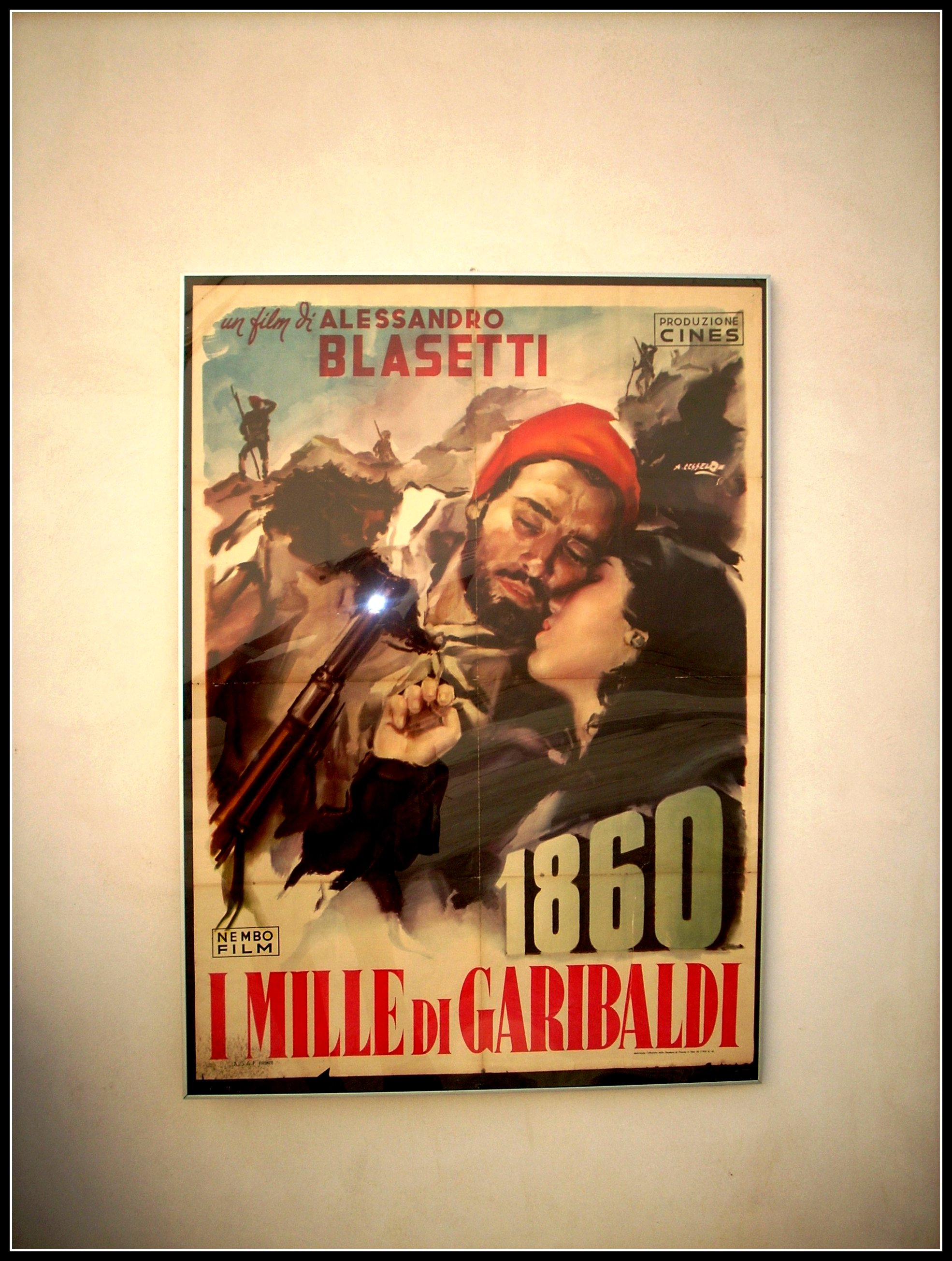
Cartell de la pel·lícula

## Argument
A Sicília de 1860 mentre s'espera l'arribada anunciada del alliberador Garibaldi, els insurgents del camp sicilià pateixen la dura repressió de l'exèrcit borbònic. El picciotto Carmeliddu és enviat pels seus conciutadans al continent per trobar-se amb el coronel Carini, que havia participat a la revolució siciliana de 1848 que es troba a Gènova, juntament amb Garibaldi, per sol·licitar una intervenció el retard de la qual podria ser fatal per als rebels. Per tant, ha d'abandonar la seva estimada Gesuzza que, en la seva absència, és capturada i corre el risc de ser afusellada, però és evitat temporalment només per una amnistia reial.

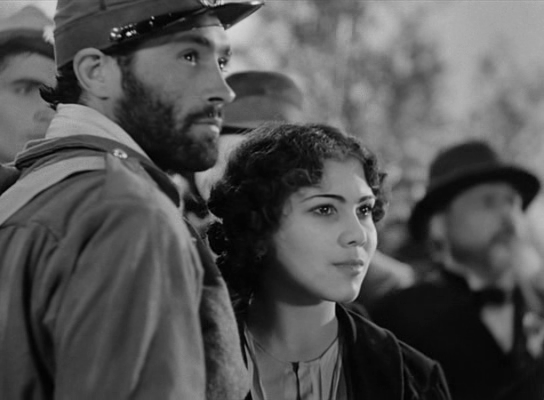
Carmeliddu i Gesuzza

Carmeliddu arriba, amb un difícil viatge per mar, a Civitavecchia, i segueix en tren fins a Gènova, trobant gent que ocupen diferents posicions sobre la situació política italiana i que li permeten descobrir l'existència d'un ampli debat fins ara desconegut per ell. Arribat al seu destí, coneix a Carini i presencia, indefens i amb una por creixent, les dificultats de muntar l'expedició militar, que en un moment donat també sembla abandonada.
Finalment, superats els obstacles, el 5 de maig surt l'Expedició dels Mil de Quarto. A les barques, juntament amb Carmeliddu, hi ha algunes de les persones de diferents idees polítiques reunides durant el viatge, que ara han decidit passar a l'acció i s'han reunit sota el lideratge de Garibaldi. Després del desembarcament a Marsala, els Mil avancen ràpidament a terra siciliana i Carmeliddu aconsegueix retrobar-se i abraçar la seva Gesuzza, sa i estalvi, abans de participar en la batalla de Calatafimi.

## Repartiment
- Giuseppe Gulino: Carmelo Trau (Carmeliddu)
- Aida Bellia: Rosuzza Trau (Gesuzza)
- Totò Majorana: pare dr Rosuzza
- Gianfranco Giachetti: pare Costanzo
- Mario Ferrari: coronel Carini
- María Denis: Clelia
- Vasco Creti: l'autonomista
- Cesare Zoppetti: il giobertiano
- Ugo Gracci: il mazziniano
- Laura Nucci: ragazza siciliana
- Otello Toso: soldat piemontès
- Andrea Checchi: un soldat
- Amedeo Trilli: ciutadà sicilià
- Turi Pandolfini: un altre ciutadà sicilià
- Arnaldo Baldaccini
- Arcangelo Aversa: Nino Bixio
- Umberto Sacripante: patriota al "Caffe della Marina"
- Luigi Erminio D'Olivo: un altre patriota al "Caffè della Marina"
- Leo Bartoli
- Franco Brambilla
- Nello Carotenuto
- Carlo Chertier
- Alfredo Fiorentini
- Aldo Frosi
- Nais Lago
- Gastone Ror
- Amedeo Vecci
- Pietro De Maria

## Producció
La pel·lícula va ser produïda amb un pressupost de 1.180.000 lires, considerable per a l'època. Durant la realització de la pel·lícula, van sorgir molts dubtes en l'elecció del títol. Els simples 1860 semblaven massa hermètics, també es van plantejar hipòtesis Italia 1860, Garibaldi, Calatafimi i L'ondata rossa (aquest últim fou rebutjat immediatament, per l'"evident i una evocació política inadequada; a la pel·lícula ni tan sols s'esmenten les camises vermelles).

## Guió
El tema de la pel·lícula està inspirat originàriament en una història de Gino Mazzucchi, centrada en una processó, que després es va redimensionar considerablement en el guió final. També va tenir un paper important en la fase d'escriptura Emilio Cecchi, qui va aconsellar a Blasetti que llegís Noterelle d'uno dei Mille edite dopo vent'anni de Giuseppe Cesare Abba, que van ser fonamentals per establir el to general de la pel·lícula.

## Crítica
1860 s'emmarca en el context d'un règim que, també a través del cinema, intentava construir-se una memòria i actuar com a punt d'arribada de la història del país. A partir de 1929, després de la publicació de la Storia d'Italia dal 1871 al 1915 (1928) de Benedetto Croce, el feixisme també va intentar ser acreditat com a hereu natural de Risorgimento.
Entre 1929 i 1943, de 720 pel·lícules produïdes, de les quals unes 130 històriques, en realitat només quinze estan ambientades durant el Risorgimento i només dues, Villafranca  (1933) de Giovacchino Forzano i 1860, de fet, el context històric no és, tanmateix, un simple rerefons per les pel·lícules d'època.
Per a Alessandro Blasetti la pel·lícula històrica era essencialment política, va haver d'escenificar el passat per parlar del present, amb finalitats propagandístiques. A 1860 s'expressava explícitament en aquest sentit: «La pel·lícula en dues paraules vol ser això. Evocar l'atmosfera de 1860 en molts aspectes semblant a la de 1920 - 1922. Torrents de xerrades, torre de Babel política, inconsciència de la ruïna immanent de qualsevol possibilitat d'unió de la pàtria. Nuclis aïllats de patriotes i rebels muts, decidits, devots a la mort resistint en la confiança d'un Home que canalitzarà les seves forces i atraurà inevitablement els altres quan porti la realitat política actual del camp de la discussió al de l'acció".
En realitat, la pel·lícula no és ni cruament propagandista ni inclinada al règim tal com es va declarar, llevat de l'ambientació contemporània final de la versió original, després tallada a la reedició de 1951, en la qual es fa una desfilada de falanges feixistes mostrada davant dels veterans de Garibaldini, al fons del Foro Mussolini. No obstant això, està en plena sintonia amb la política feixista oficial sota diversos aspectes, com el ruralisme i la xenofòbia: la pel·lícula mostra una Sicília rural on els pastors que lluiten amb dignitat i valentia per alliberar-se de l'opressor estan units per una sola fe i una sola llengua, contra el caos de llengües i conviccions polítiques que impera al continent; els soldats borbònics no són italians, sinó suïssos de parla alemanya, els estrangers són enemics amb els quals no hi ha possibilitat de comunicació, la redempció d'Itàlia només pot venir dels italians.

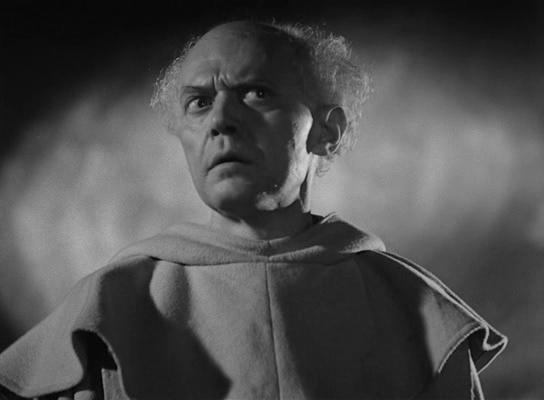
Gianfranco Giachetti a la pel·lícula

En canvi, és des del punt de vista historiogràfic que la pel·lícula es diferencia de la interpretació dominant del Risorgimento, segons la qual la unificació d'Itàlia va ser aconseguida per les elits aristocràtiques i burgeses. Blasetti en dona una visió populista, aconseguint crítiques des de totes direccions, en representar les masses camperoles ja revoltades abans de l'arribada de Garibaldi, que van utilitzar la seva força revolucionària per aconseguir la victòria. La pel·lícula també apareix com un apòleg de la conciliació entre classes, en línia amb els treballs anteriors del director.
Blasetti també opta per no fer de Garibaldi un heroi de ficció, protagonista de la història, sinó mostrar-lo o fer-lo entreveure durant uns segons al llarg de la pel·lícula, en només sis plans ràpids, en pla mitjà o llarg, convertint-lo en un demiürg imminent. En l'única ocasió en què parla, una xerrada animada durant la batalla de Calatafimi, està fora de la pantalla i els homes que l'escolten són emmarcats i mostren les seves reaccions davant les seves paraules.

## Distribució
La pel·lícula, estrenada als cinemes el març de 1934, va tenir una acollida molt favorable per la crítica, mentre que va ser rebutjada pel públic, pel punt de vista narratiu "objectiu", l'absència d'un protagonista amb qui identificar-se i la poca popularitat del tema del Risorgimento, i no era estimada pels cercles oficials del règim, perquè era poc celebradora i massa antiretòrica.
Es va estrenar als Estats Units el novembre de 1936, amb el títol Gesuzza the Garibaldian Wife (Gesuzza la moglie del garibaldino).
Va ser reeditada l'any 1951, amb un nou títol, I Mille di Garibaldi, un nou doblatge, nova música i privada d'ambientació feixista. Ambdues versions són visibles a l'edició de 2 DVD de la pel·lícula, publicada per Ripley's Home video.